# 成都平原史前城址
成都平原史前城址，为位于中国四川省成都市的多座新石器时代古城遗址的总称，主要位于成都市所辖的新津区、郫都区、温江区、崇州市、都江堰市、大邑县境内，年代距今约4500~3800年，是中国西南地区目前发现的规模最大的新石器时代城址群，为全国重点文物保护单位、四川省文物保护单位。
遗址的发现时间为20世纪60年代、80年代至今，1995~1999年间开始发掘，至今仍在断续地进行发掘工作。考古认定将其命名为宝墩文化，与早期发掘的三星堆遗址的三星堆文化一期处于同一时期。

## 文物保护
成都平原史前城址群中的新津宝墩遗址、郫县古城遗址、鱼凫村遗址、芒城遗址、紫竹遗址、双河遗址六处古城遗址于2001年6月25日列為第五批全國重點文物保護單位。2002年12月27日公佈成都平原史前城址為四川省第六批省級文物保護單位。盐店古城和高山古城两处古城遗址于2012年被四川省人民政府公布为第八批省级文物保护单位。高山古城遗址于2019年列入第八批全国重点文物保护单位。
成都平原史前城址群于2013年被列入国家大遗址保护规划成都片区的组成部分。

## 城址列表
| 古城遗址名称 | 行政区划所在地               | 文物保护标志碑 | 标志碑坐标                                            | 海拔 (m)  | 城垣平面形态   | 城址面积 (m²)     |
| ------------ | ---------------------------- | -------------- | ----------------------------------------------------- | --------- | -------------- | ----------------- |
| 新津宝墩遗址 | 新津区宝墩镇宝墩村           | 宝墩遗址       | 30°27′01.2″N 103°45′03.0″E / 30.450333°N 103.750833°E | 472 - 474 | 暂未探明       | 60万              |
| 郫县古城遗址 | 郫都区古城镇古城村           | 郫县古城遗址   | 30°54′10.2″N 103°55′36.6″E / 30.902833°N 103.926833°E | 565       | 规则的长方形   | 30万              |
| 鱼凫村遗址   | 温江区鱼凫村、直属村、报恩村 | 鱼凫村遗址     | 30°45′13.0″N 103°49′56.9″E / 30.753611°N 103.832472°E | 556 - 560 | 较规则的六边形 | 40万              |
| 芒城遗址     | 都江堰市青城山镇芒城村       | 芒城遗址       | 30°52′42.7″N 103°36′28.6″E / 30.878528°N 103.607944°E | 675       | 较规则的长方形 | 内城7万，外城10万 |
| 紫竹遗址     | 崇州市燎原乡紫竹村           | 紫竹遗址       | 30°33′48.5″N 103°35′34.7″E / 30.563472°N 103.592972°E | 532 - 535 | 较规则的长方形 | 20万              |
| 双河遗址     | 崇州市上元乡忙城村           | 双河遗址       | 30°46′01.4″N 103°35′57.6″E / 30.767056°N 103.599333°E | 586 - 595 | 残缺的长方形   | 11万              |
| 盐店古城     | 大邑县晋原镇马王村           | （暂无）       | （暂无）                                              | 520       | 略呈长方形     | 30万              |
| 高山古城     | 大邑县三岔镇高山社区         | （暂无）       | （暂无）                                              | 510       | 长方形         | 57万              |